# Tube séminifère
Les tubes séminifères (du latin : semen-ferre : « qui porte la semence ») sont le siège de la formation des spermatozoïdes (spermatogenèse) dans les testicules. Chaque testicule est composé de 200 à 300 lobules testiculaires séparés par une cloison conjonctive et chaque lobule comprend 1 à 4 tubes séminifères, il y a donc environ 500 tubes séminifères par testicule.
Les tubes séminifères font entre 30 et 80 cm de long pour 150  à   250 μm de diamètre. Ils sont entourés d'un tissu conjonctif contenant des cellules de Leydig sécrétant la testostérone.
Les tubes séminifères se rejoignent deux par deux et confluent dans un tube droit qui débouche dans un réseau de canaux nommé rete testis. Celui-ci se prolonge par les canaux déférents (ou cônes efférents) qui se jettent dans le canal épididymaire, ce dernier se poursuivant par le canal déférent au niveau de l'anse épididymo-déférentielle.
Deux types de cellules forment l’épithélium des tubes séminifères :
- les cellules de Sertoli grandes et coniques, ne se répliquent pas après la puberté. Entre les membranes latérales de ces cellules se créent des jonctions serrées entre lesquelles se dégagent de petits espaces formant un réseau ;
- dans ces espaces, se trouvent les cellules germinales.

La paroi des tubes se nomme « gaine péritubulaire » elle est constituée d'une lame basale et de collagène (en grand nombre). Celle-ci est limitée par la matrice extracellulaire. La gaine a une épaisseur de 5 micromètres.
La multiplication des cellules souches se fait à la périphérie des tubes séminifères. En remontant vers la lumière du tube séminifère, les cellules filles mûrissent progressivement et se transforment en spermatozoïdes une fois arrivées dans la lumière.